# Skate 2
Skate 2 è un videogioco di skateboarding sandbox sviluppato da EA Black Box e distribuito da Electronic Arts come un seguito del gioco del 2007, Skate. Skate 2 è stato pubblicato nel gennaio 2009 su PlayStation 3 e Xbox 360.

## Trama
Skate 2 è ambientato cinque anni dopo gli eventi di Skate. Durante Skate It, molte catastrofi misteriose (identificate come terremoti in Skate 2) hanno devastato la città, lasciandola in rovina e portando così ad un'evacuazione di massa. La città ha subito cambiamenti drastici, ma chi ha giocato ai capitoli precedenti riuscirà più facilmente riconoscere i luoghi. La nuova città è stata chiamata New San Vanelona, o semplicemente New San Van. Tuttavia, invece di un paradiso per i pattinatori della città di una volta, la sicurezza è stata rafforzata dalla Mongo Corp al fine di proteggere le parti migliori della città. La maggior parte dei luoghi per fare skate sono protetti in modo da evitare la presenza dei praticanti di tale disciplina e perciò sono presenti numerose guardie. Il giocatore procede attraverso la storia, completando delle sfide per alcune riviste come The Skateboard Mag. Durante il gioco, il giocatore può scegliere come vestire il proprio personaggio personalizzando anche lo skateboard con marchi ben noti.

## Modalità di gioco
Lo scopo del gioco è quello di salire sulla propria tavola da skateboard ed esplorare le varie zone della città eseguendo evoluzioni grazie all'apposito sistema di controllo. Alcune novità introdotte rispetto al precedente capitolo sono la possibilità di spostare oggetti per creare aree di skateboard su misura per il giocatore, un editor di skater e una modalità multigiocatore.

## Contenuti aggiuntivi
I contenuti scaricabili sono stati resi disponibile per il gioco per l'acquisto tramite Xbox Live Marketplace e PlayStation Store.
- Il tempo è denaro Pack: Sblocca tutti i parchi e contenuti aggiuntivi normalmente ottenuti attraverso il completamento della modalità storia principale.
- Filmer Pack: Dà le opzioni il giocatore più per il controllo della telecamera durante l'editing video. Inoltre, nuovi gesti e gli attrezzi sono imballati in questo pacchetto.
- Fantasy Factory: Apre la fabbrica, così come una zona al di fuori della piazza. Essa si basa sul mostrare Factory di MTV Rob Dyrdek's Fantasy TV.
- San Van Classic Pack: Comprende il centro della comunità, la scuola elementare e le località Parkade dall'originale Skate.
- Throwback Pack: Un pacchetto scaricabile gratuitamente che sblocca retro marcia e gesti classici.
- Maloof Money Cup: Questo pacchetto (che si basa sulla reale Maloof Money Cup) include nuove Vert e sfide Street per modalità Carriera, con nuove attività freeskate online. È stato pubblicato il 9 luglio 2009, un giorno prima che la vera Maloof Cup 2009 avesse inizio.

## Accoglienza
| Testata         | Versione | Giudizio |
| --------------- | -------- | -------- |
| Play Generation | PS3      | 91/100   |

La rivista Play Generation diede alla versione per PlayStation 3 un punteggio di 91/100, apprezzando il sistema di controllo, le modalità online e la possibilità di condividere scenari e filmati con gli altri giocatori e come contro la presenza di qualche incertezza dal punto di vista tecnico e la presenza del doppiaggio esclusivamente in inglese, finendo per trovarlo un eccellente gioco di skate graficamente bellissimo, che offriva una grande profondità di gioco assieme a numerose opzioni.